# Filain (Haute-Saône)
Filain ist eine Gemeinde im französischen Département Haute-Saône in der Region Bourgogne-Franche-Comté.

## Geographie
Filain liegt auf einer Höhe von 265 m über dem Meeresspiegel, etwa zwölf Kilometer südlich der Stadt Vesoul (Luftlinie). Das Dorf erstreckt sich nördlich des Flusstals des Ognon, in einer Talmulde an der Quelle der Filaine, zwischen den Waldhöhen von Bois de Filain im Süden und Les Monnins im Norden.
Die Fläche des 15,79 km² großen Gemeindegebiets umfasst einen Abschnitt der gewellten Landschaft zwischen den Flusstälern von Ognon im Süden und Saône im Nordwesten. Der zentrale Teil des Gebietes wird von der Talmulde der Filaine durchquert, die in Richtung Nordwest-Südost orientiert ist. Der Bach entspringt im Bereich des Dorfes und entwässert das Gebiet nach Süden zur Linotte. Ansonsten gibt es keine oberirdischen Fließgewässer, weil das Niederschlagswasser im verkarsteten Untergrund versickert. Flankiert wird die Mulde von Filain auf beiden Seiten von plateauartigen Anhöhen, die meist Höhen von 300 bis 350 m erreichen. Sie bestehen aus Kalkschichten der mittleren Jurazeit. Südlich der Filaine dehnt sich das Plateau des Bois de Filain (bis 320 m) aus. Im Westen erstreckt sich das Gemeindeareal bis an den Fuß des Höhenrückens des Bois de Sainte-Anne. Gegen Norden steigt das Gelände sanft zur überwiegend landwirtschaftlich genutzten Hochfläche von Les Monnins an, auf der mit 401 m die höchste Erhebung von Filain erreicht wird.
Zu Filain gehören die Hofsiedlungen Les Monnins (385 m) auf der gleichnamigen Höhe und Les Goichots (317 m) am Ostfuß der Höhe von Les Monnins sowie einige Einzelhöfe. Nachbargemeinden von Filain sind Vallerois-Lorioz und Neurey-lès-la-Demie im Norden, Dampierre-sur-Linotte und Vy-lès-Filain im Osten, Authoison im Süden sowie Échenoz-le-Sec und Vellefaux im Westen.

## Geschichte

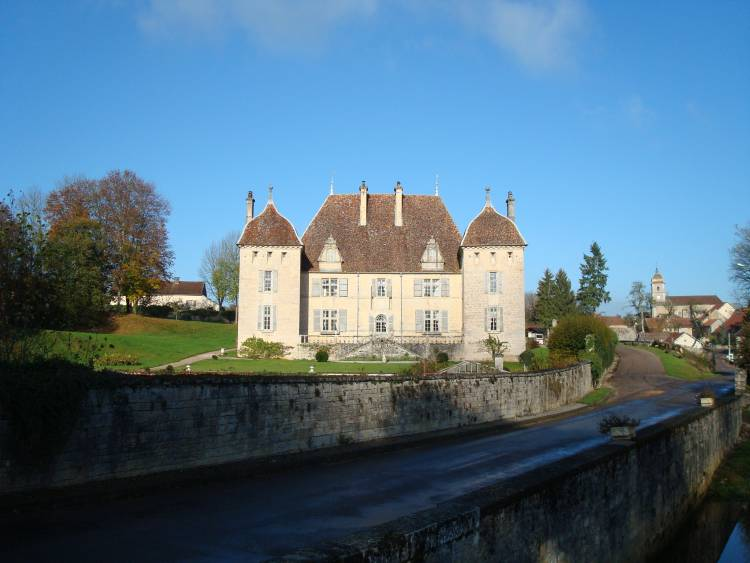
Schloss Filain

Der Ortsname geht auf die lateinische Bezeichnung Fons Lanae zurück und bedeutet so viel wie Quelle der Lana (Laine, heute Filaine). Erstmals urkundlich erwähnt wird Filain im Jahr 1159 als Besitz des Klosters Bellevaux. Im Mittelalter gehörte das Dorf zur Freigrafschaft Burgund und darin zum Gebiet des Bailliage d’Amont. Die lokale Herrschaft hatte die Adelsfamilie von Filain inne, die hier eine Burg errichten ließ und um die Mitte des 15. Jahrhunderts erlosch. Zusammen mit der Franche-Comté gelangte Filain mit dem Frieden von Nimwegen 1678 definitiv an Frankreich. Seit 2000 ist Filain Mitglied des 21 Ortschaften umfassenden Gemeindeverbandes Communauté de communes du Pays de Montbozon.

## Sehenswürdigkeiten
Die Dorfkirche von Filain wurde im 18. Jahrhundert erbaut und besitzt eine reiche Ausstattung, darunter Mobiliar im Stil Louis-seize, Statuen von Christus und der Heiligen Jungfrau aus dem 16. Jahrhundert sowie weitere Statuen aus dem 17. und 18. Jahrhundert. 
Das Schloss Filain, das ursprünglich auf das 14. Jahrhundert zurückgeht, wurde im 16. Jahrhundert im Renaissancestil umgebaut. Es wird von zwei Türmen flankiert und beherbergt eine reiche Innenausstattung aus dem 16. bis 18. Jahrhundert sowie eine Sammlung von Jagdtrophäen und eine Champignonausstellung. 
Im Dorf stehen zwei weitere Herrschaftssitze sowie verschiedene Häuser im traditionellen Stil der Haute-Saône aus dem 16. bis 18. Jahrhundert.

## Bevölkerung
| Jahr                       | 1962 | 1968 | 1975 | 1982 | 1990 | 1999 |
| Einwohner                  | 188  | 175  | 159  | 195  | 207  | 226  |
| Quellen: Cassini und INSEE |      |      |      |      |      |      |

Mit 219 Einwohnern (1. Januar 2022) gehört Filain zu den kleinen Gemeinden des Département Haute-Saône. Nachdem die Einwohnerzahl in der ersten Hälfte des 20. Jahrhunderts deutlich abgenommen hatte (1891 wurden noch 403 Personen gezählt), wurde seit Mitte der 1970er Jahre wieder ein leichtes Bevölkerungswachstum verzeichnet.

## Wirtschaft und Infrastruktur
Filain war bis weit ins 20. Jahrhundert hinein ein vorwiegend durch die Landwirtschaft (Ackerbau, Obstbau und Viehzucht) und die Forstwirtschaft geprägtes Dorf. Daneben gibt es heute verschiedene Betriebe des lokalen Kleingewerbes. Mittlerweile hat sich das Dorf auch zu einer Wohngemeinde gewandelt. Viele Erwerbstätige sind deshalb Wegpendler, die in den größeren Ortschaften der Umgebung ihrer Arbeit nachgehen.
Die Ortschaft liegt abseits der größeren Durchgangsachsen an einer Departementsstraße, die von Loulans-Verchamp nach Vellefaux führt. Weitere Straßenverbindungen bestehen mit Neurey-lès-la-Demie und Authoison.